# Лопатоноги
Лопатоноги (Scaphiopodidae) — родина земноводних підряду Mesobatrachia ряду Безхвості. Має 2 роди та 7 видів.

## Опис
Загальна довжина представників цієї родини сягає 10 см. Голова коротка, морда майже округла. Очі витрішкуваті. Надочні дуги піднято догори. Тулуб широкий, товстий з короткими ногами. Шкіра доволі гладенька та волога, містить багато залоз, які виділяють запах цвілі. Забарвлення сіре, тьмянно зелене або коричневе.

## Спосіб життя
Полюбляють посушливі місцини, напівпустелі. Активні вночі або у присмерку. Значний час проводять під землею. Вправно риють нори. Здатні тривалий час не вживати воду. Живляться безхребетними, у тому числі дрібними членистоногими.
Це яйцекладні земноводні. Самці під час шлюбного періоду видають звуки, що нагадують бекання.

## Розповсюдження
Мешкають у Північній Америці: від південної Канади та південної Мексики.

## Роди
- Лопатоніг (Scaphiopus)
- Spea